# Magnentius
Flavius Magnus Magnentius (kolem 303, Ambianum – 10. srpna 353, Lugdunum) byl římský vojevůdce a vzbouřenec proti císaři Constantovi. Od 18. ledna 350 až do své sebevraždy v roce 353 ovládal západní polovinu římské říše.

## Původ a kariéra
Magnentius byl z poloviny barbarského původu, po otci měl britské, po matce francké kořeny. Vychován byl spolu se svým bratrem Decentiem k pohanské víře, které zůstal věrný po celý život. Ze soudobých zpráv není jasné, kdy a za jakých okolností vstoupil do armády, ve vojenských strukturách však udělal rychlou kariéru, naposledy v hodnosti protectora a comita rei militaris. Jeho manželka Justina pocházela z rodiny místodržitele v Picenu, senátora Justa. Svazek zůstal bezdětný, údajně pro Justinino mládí. Děti Justina měla až se svým druhým mužem císařem Valentinianem I.).

## Revolta a uchvácení moci
Na přelomu let 349 a 350 se v armádě projevovala silná nespokojenost s vládou císaře Constanta, syna Konstantina Velikého, který spravoval západní provincie římské říše. Vytvořily se podmínky pro spiknutí a násilný převrat, jehož organizace se ujal Constantův comes rerum privatarum Marcellinus. Magnentius se jím nechal přesvědčit, aby přijal purpur, a 18. ledna 350 byl v Autunu proklamován za císaře. Constanta, jehož všichni opustili, brzy nato dopadl a zabil oddíl lehké jízdy v předhůří Pyrenejí.
V západních provinciích dosáhl Magnentius rychlého uznání, v neposlední řadě díky své náboženské toleranci. Dal obsadit Itálii a spolu se svým bratrem Decentiem nastoupil konzulát. Jeho snahy, aby převrat akceptoval východní císař Constantius II. (Constantův bratr), neuspěly. Constantius naopak přerušil válku s Persií a chystal se vytáhnout na západ. Počátkem roku 351 jmenoval ohrožený Magnentius bratra Decentia caesarem.
V boji s Constantiem II. dosáhly Magnentiovy legie v létě 351 několika úspěchů, avšak v bitvě u Mursy 28. září byly rozhodně poraženy. Magnentius se stáhl do severní Itálie, aby zde shromáždil novou armádu. V roce 352 byl nucen uprchnout do Galie. Po další porážce v roce 353 spáchal vzhledem k bezvýchodné situaci sebevraždu.